# Coupe de la CEMAC 2010
Navigation
Édition précédente
La Coupe de la CEMAC 2010 est la quatorzième édition de cette compétition d'Afrique centrale. Tous les matchs se déroulent à Brazzaville, en République du Congo. L'équipe du pays organisateur remporte l'épreuve.

## Phase de groupes
Les deux premiers de chaque groupe se qualifient pour la phase finale.
Il est à noter dans cette compétition les éliminations prématurées des deux coorganisateurs de la prochaine coupe d'Afrique des nations de football 2012 le Gabon et la Guinée équatoriale.

### Groupe A
| Rang | Équipe             | Pts | J | G | N | P | Bp | Bc | Diff |  | Résultats          |  |     |     |
| ---- | ------------------ | --- | - | - | - | - | -- | -- | ---- |  | ------------------ |  | --- | --- |
| 1    | Congo              | 6   | 2 | 2 | 0 | 0 | 3  | 1  | +2   |  | Congo              |  | 2-1 | 1-0 |
| 2    | Tchad              | 3   | 2 | 1 | 0 | 1 | 4  | 2  | +2   |  | Tchad              |  |     | 3-0 |
| 3    | Guinée équatoriale | 0   | 2 | 0 | 0 | 2 | 0  | 4  | -4   |  | Guinée équatoriale |  |     |     |

### Groupe B
| Rang | Équipe       | Pts | J | G | N | P | Bp | Bc | Diff |  | Résultats    |  |     |     |
| ---- | ------------ | --- | - | - | - | - | -- | -- | ---- |  | ------------ |  | --- | --- |
| 1    | Cameroun     | 4   | 2 | 1 | 1 | 0 | 2  | 1  | +1   |  | Cameroun     |  | 1-1 | 1-0 |
| 2    | Centrafrique | 2   | 2 | 0 | 2 | 0 | 1  | 1  | 0    |  | Centrafrique |  |     | 0-0 |
| 3    | Gabon        | 1   | 2 | 0 | 1 | 1 | 0  | 1  | -1   |  | Gabon        |  |     |     |

## Phase finale
Le cas échéant, le score de la séance de tirs au but est indiqué entre parenthèses.
|  | Demi-finales              | Demi-finales     |                        |    | Finale         | Finale         |
|  | Demi-finales              | Demi-finales     |                        |    | Finale         | Finale         |
|  |                           |                  |                        |    |                |                |
|  | 1er octobre 2010          | 1er octobre 2010 |                        |    | 3 octobre 2010 | 3 octobre 2010 |
|  | 1er octobre 2010          | 1er octobre 2010 |                        |    | 3 octobre 2010 | 3 octobre 2010 |
|  | République du Congo       | 1                |                        |    | 3 octobre 2010 | 3 octobre 2010 |
|  | République du Congo       | 1                |                        |    | 3 octobre 2010 | 3 octobre 2010 |
|  | République centrafricaine | 0                |                        |    | 3 octobre 2010 | 3 octobre 2010 |
|  | République centrafricaine | 0                | République du Congo    | 19 |                |                |
|  | 1er octobre 2010          |                  | République du Congo    | 19 |                |                |
|  |                           | Cameroun         | 08                     |    |                |                |
|  | Cameroun                  | Cameroun         | 08                     | 1  |                |                |
|  | Cameroun                  |                  |                        | 1  |                |                |
|  | Tchad                     | 0                |                        |    |                |                |
|  | Tchad                     | 0                | Match pour la 3e place |    |                |                |
|  |                           |                  |                        |    |                |                |
|  | 3 octobre 2010            |                  |                        |    |                |                |
|  |                           |                  |                        |    |                |                |
|  | République centrafricaine | 3                |                        |    |                |                |
|  | République centrafricaine | 3                |                        |    |                |                |
|  | Tchad                     | 2                |                        |    |                |                |
|  | Tchad                     | 2                |                        |    |                |                |